# Humster
Un humster (del inglés human —humano— y hamster —hámster—) es una línea celular híbrida hecha de un ovocito de hámster fecundado con espermatozoides humanos. Esto es posible debido a la promiscuidad única de los óvulos de hámster, que les permite fusionarse con espermatozoides que no sean de hámster. Siempre está formado por células individuales y no puede formar un ser pluricelular. Los humsters suelen ser destruidos antes de dividirse en dos células, y aunque llegaran a dividirse permanecerían inviables.
Los humsters se crean habitualmente principalmente por dos motivos:
- Para evitar problemas legales con el trabajo con líneas de células madre embrionarias humanas puras.
- Para evaluar la viabilidad del esperma humano para la fecundación in vitro.

Los híbridos de células somáticas entre humanos y hámsters o ratones se han utilizado para el mapeo de varios rasgos al menos desde la década de 1970.